# CA Fraiburgo
CA Fraiburgo was een Braziliaanse voetbalclub uit Fraiburgo in de staat Santa Catarina. De club werd opgericht in 1963 en in 2001 ontbonden. 